# Ivo Padovan
Ivo Padovan, hrvaški zdravnik, izumitelj, pedagog in akademik, * 11. februar 1922, Korčula, † 19. december 2010, Zagreb.
Padovan je bil predavatelj na Medicinski fakulteti v Zagrebu; je član Hrvaške akademije znanosti in umetnosti. Od leta 1997 je tudi predsednik Hrvaške akademije znanosti in umetnosti.
Znan je tudi kot izumitelj mikrolaringostroboskopa.